# John Dawson (Musiker)

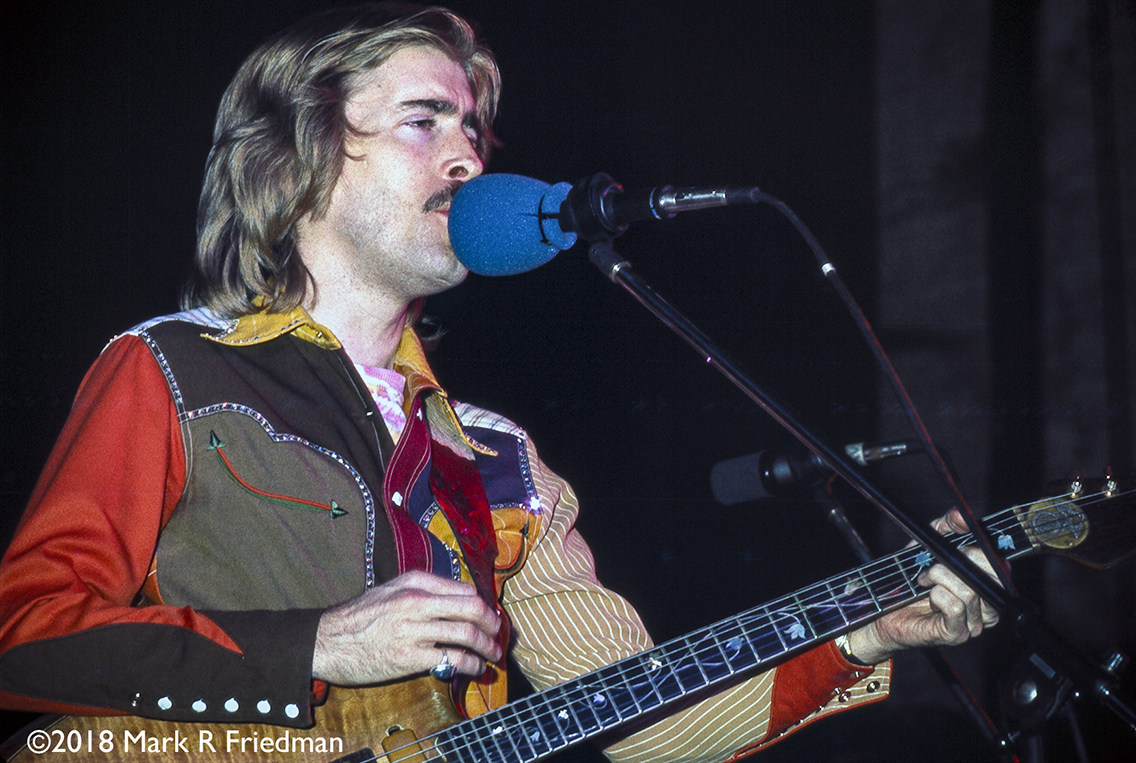
John Dawson

John „Marmaduke“ Dawson (* 16. Juni 1945 in Detroit, Michigan; † 21. Juli 2009 in San Miguel de Allende, Mexiko) war ein US-amerikanischer Musiker, Sänger und Gitarrist. Er wurde als Gründungsmitglied der Countryrock-Formation The New Riders of the Purple Sage bekannt.

## Leben
Dawson spielte bereits Anfang der 1960er Jahre in der Folk-Szene San Franciscos in Bands wie der New Delhi River Band, den Mescaline Bompers und dem Grateful-Dead-Vorläufer Mother McCree’s Uptown Jug Champions (mit Jerry García und David Nelson). Als 1969 The New Riders of the Purple Sage als Nebenprojekt der Grateful Dead entstanden, war Dawson als Gründungsmitglied dabei. Dawson war Lead-Sänger, Gitarrist und in der Anfangszeit wichtigster Songlieferant der Band.
Dawson blieb den von häufigen Personalwechseln geplagten New Riders als einziges Bandmitglied bis zum Schluss treu. 1997 löste er die Band auf, um sich in Mexiko zur Ruhe zu setzen. Dort verdiente Dawson seinen Lebensunterhalt als Englischlehrer. Gelegentlich zog es ihn jedoch für Reunionkonzerte der New Riders zurück auf die Bühne, so zum Beispiel im September 2002 bei den Doobie Awards, als The New Riders of the Purple Sage für ihr Lebenswerk ausgezeichnet wurden.
Als die New Riders 2005/06 auf eine ausgedehnte Revival-Tournee gingen, nahm Dawson aus gesundheitlichen Gründen nicht mehr teil. Im Juli 2009 erlag er in seiner Wahlheimat San Miguel de Allende einer Magenkrebserkrankung.